# Torah Umesorah

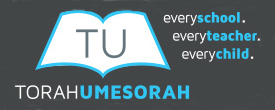

Torah Umesorah – National Society for Hebrew Day Schools (o Torah Umesorah - in ebraico תורה ומסורה‎? - "Società Nazionale delle Scuole Ebraiche Diurne") è un'organizzazione dell'Ebraismo ortodosso che sostiene e promuove l'educazione religiosa basata sulla Torah nel Nordamerica, supportando e sviluppando una rete di 760 scuole private ebraiche indipendenti diurne che comprendono più di 250.000 studenti, yeshiva e kollelim in ogni città che abbia una popolazione ebrea di notevoli dimensioni.